# Fahy (Irlande)
Pour les articles homonymes, voir FAHY.
Fahy (en gaélique irlandais an Fhaiche, en français un champ vert) est un petit village du comté de Mayo, en Irlande. Il se trouve à environ 7 km au nord de Westport, dans le comté de Mayo. Il existe dans le village une école primaire ainsi qu'une école Montessori. L'église catholique locale dépend de la paroisse de Kilmeena-Fahy. Fahy Rovers, le club de football local, possède également des installations dans la région.
L'habitat environnant dispersé (les Tomlands de Fahy More (en irlandais Fhaiche Mhór) et de Lugnafahy (en irlandais Log na Faicheest) est rattaché administrativement au village de Fahy et religieusement à la paroisse de Kilmaclasser.